# Gesta
Als Res gestae oder Gesta (lateinisch gesta ‚Taten, Ereignisse, Vorkommnisse‘) bezeichnete Werke sind Tatenberichte. Meist wird hierbei der Blick auf die Taten berühmter Persönlichkeiten oder Völker gerichtet. Die Gattung wurde hauptsächlich im christlichen Früh- und Hochmittelalter verwendet. Der Begriff bezeichnet jeweils ein einzelnes Werk; er ist jedoch im Lateinischen ein Pluralwort und wird auch im Deutschen so verwendet (z. B. „Die Gesta Treverorum wurden verfasst…“). Aufgrund der Bedeutung „Taten“ kann er nur mit dem Genitiv einer Person oder Personengruppe (oder einem entsprechenden Adjektiv) verbunden werden.

## Hintergrund
Spezifische mittelalterliche Chroniken werden als „Gesta“ bezeichnet, die vorzugsweise in chronologischer Abfolge über die Taten eines weltlichen oder kirchlichen Würdenträgers oder einer Institution berichten. In den Gesta wird die Geschichte im Unterschied zu den Chroniken nicht durch bloße zeitliche Aneinanderreihung, sondern in einer zusammenhängenden Erzählung aufgebaut. Viele Schriften dieser Gattung befassen sich mit der Geschichte von Äbten oder Bischöfen beziehungsweise der Geschichte eines Klosters oder eines Bistums anhand ihrer Würdenträger, teils auch mit Kaisern und Königen oder mit der Geschichte von Völkern oder Stämmen. Eine strenge begriffliche Abgrenzung bestand im Mittelalter jedoch nicht, häufig werden chronikalische, biographische und besitzgeschichtliche Elemente gemischt.
In den Gesta geht es dabei weniger um Lebensbeschreibungen als um Ereignisse und Taten, die in dieser Zeit vollbracht wurden. Ein antiker Vorläufer sind die Res gestae divi Augusti. Vorbild für spätere Schriften könnte der Liber Pontificalis aus dem 6. Jahrhundert mit biographischen Skizzen der Päpste sein. Im 8. Jahrhundert verfasste Paulus Diaconus die Gesta episcoporum Mettensium („Taten der Bischöfe von Metz“).

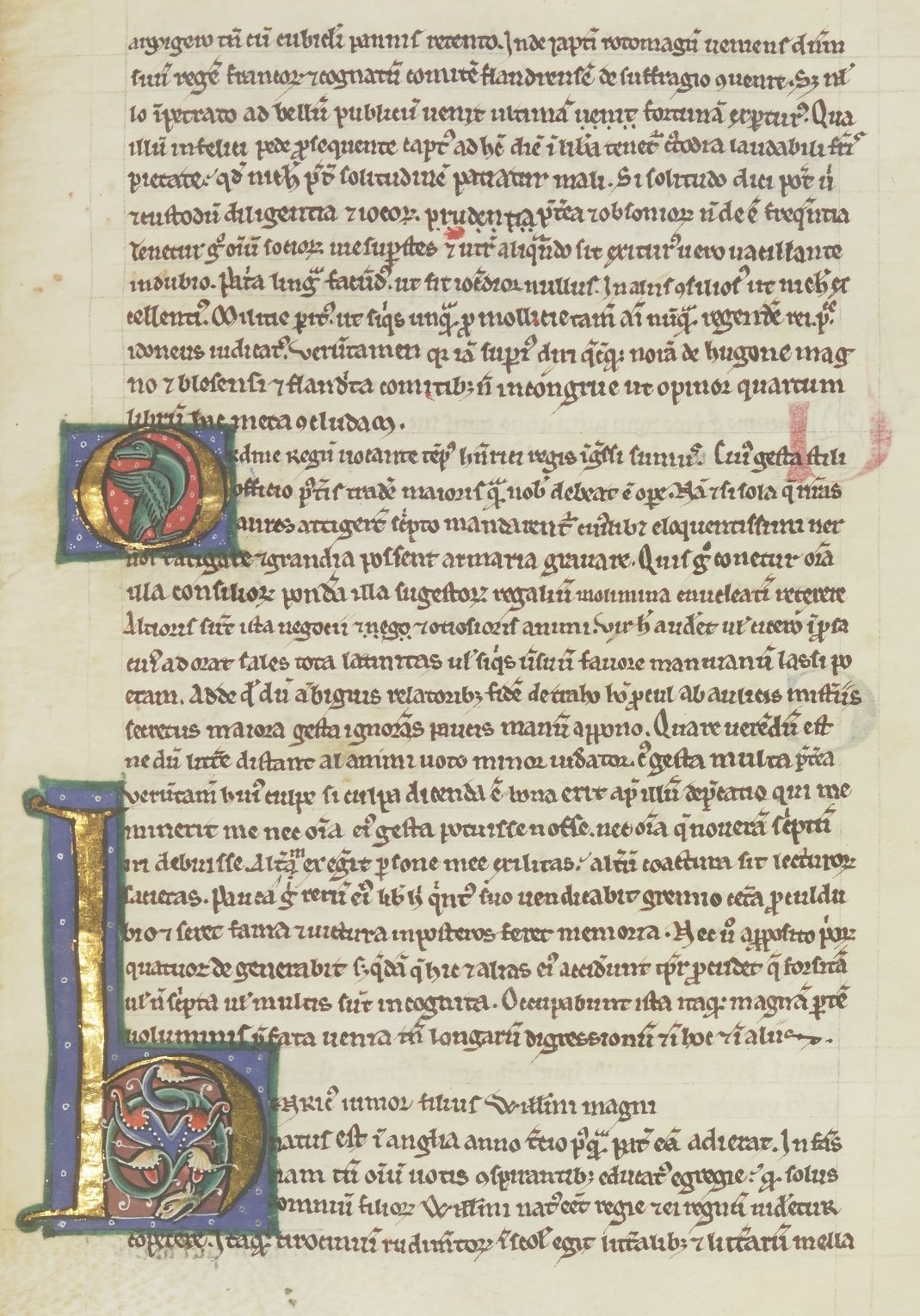
Gesta Regum Anglorum

Die Gesta Hammaburgensis ecclesiae pontificum des Adam von Bremen aus dem 11. Jahrhundert sind insofern bemerkenswert, weil sie keine reine Kirchengeschichte von Hamburg-Bremen darstellen, sondern auch einen Bericht über die nordischen Völker und Länder und deren Missionierung enthalten. Aus Westeuropa sind die Gesta Normannorum Ducum des Wilhelm von Jumièges aus dem 11. Jahrhundert bekannt, die unter den „Taten der normannischen Herzöge“ auch von der Eroberung Englands berichten. Zu Beginn des 12. Jahrhunderts entstanden die Gesta Treverorum („Taten der Trierer“), in denen die Geschichte der Stadt mit der des Bistums verbunden wurde. In England verfasste Wilhelm von Malmesbury im 12. Jahrhundert die Gesta regum Anglorum („Taten der englischen Könige“) und die Gesta pontificum Anglorum („Taten der englischen Bischöfe“).

## Bekannte Gesta (Auswahl)

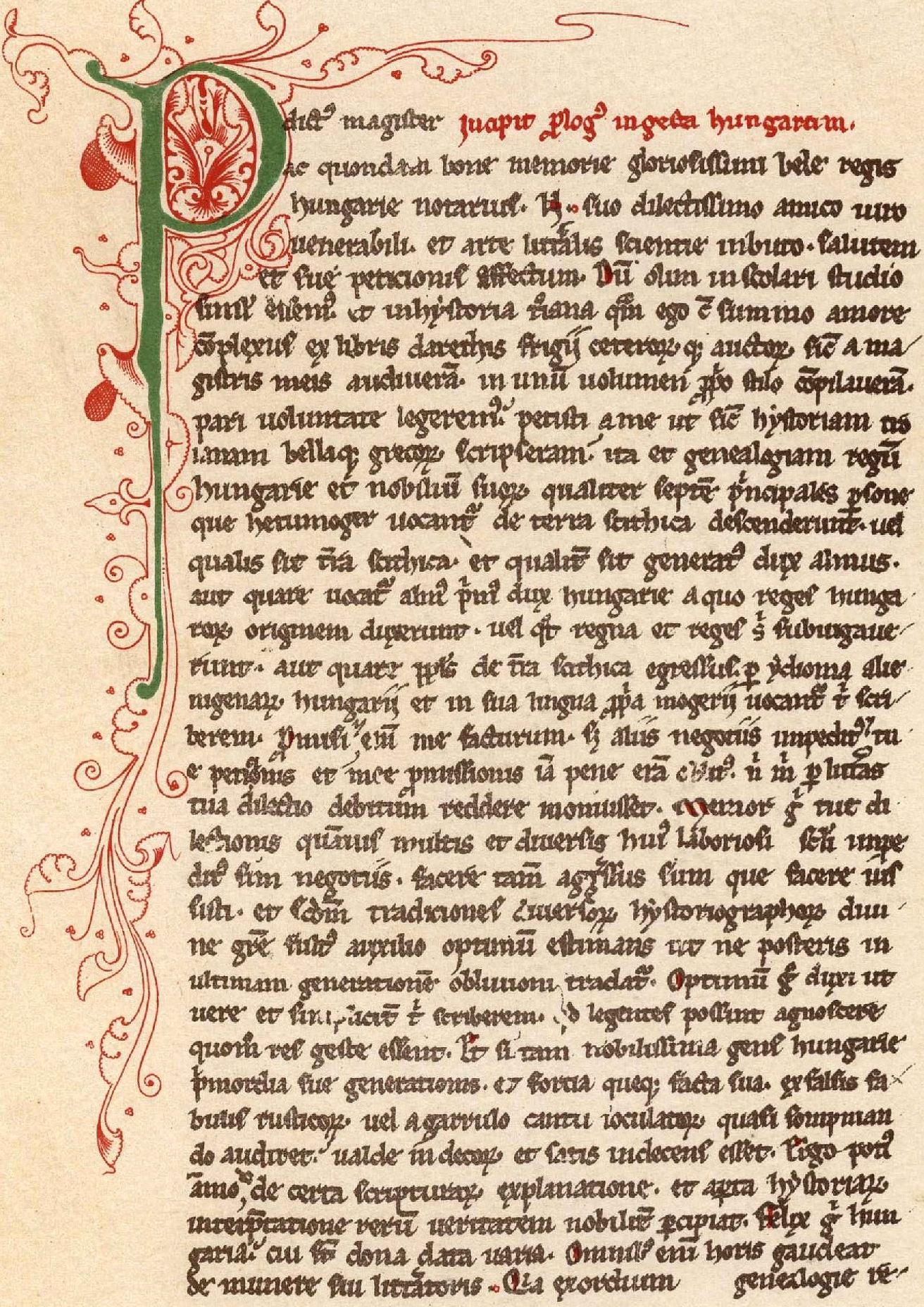
Gesta Hungarorum des P. (Titelblatt)

- Gesta abbatum Fontanellensium – Äbte der Abtei Saint-Wandrille[1]
- Gesta abbatum monasterii Sancti Albani – Äbte der Abtei von St Albans[2]
- Gesta Christi – von der Christianisierung[3]
- Gesta Chuonradi imperatoris –  Taten Kaiser Konrads II. des Wipo[4]
- Gesta Danorum – dänische Frühgeschichte[5]
- Gesta Francorum et aliorum Hierosolymitanorum – der erste Kreuzzug[6]
- Gesta Friderici I. – Taten Kaiser Friedrichs I. in der Lombardei[7]
- Gesta Hammaburgensis ecclesiae pontificum – Bischöfe des Erzbistums Hamburg-Bremen[8]
- Gesta Hungarorum eines nur mit der Initiale P. bekannten Verfassers[9]
- Gesta Hunnorum et Hungarorum des Simon Kézai[10]
- Gesta Innocentii III. – Taten des Papstes Innozenz III.[11]
- Gesta Martyrum – Viten römischer Märtyrer[12]
- Gesta Regis Henrici – von der Regierung des Königs Heinrich II. und des Richard I.[13]
- Gesta regum Anglorum atque historia novella[14]
- Gesta Romanorum – eine Sammlung mittelalterlicher Novellen und Legenden[15]
- Gesta Sanctorum Rotonensium – von den Mönchen von Redon[16]
- Gesta Treverorum – Taten der Trierer[17]
- Res gestae Saxonicae – Sachsengeschichte des Widukind von Corvey[18]
- Cronicae et gesta ducum sive principum Polonorum von Gallus Anonymus[19]